# 水津亜子
水津 亜子（すいず あこ、1977年 9月12日 - ）は、日本の女優、脚本家。千葉県出身。お茶の水女子大学文教育学部 卒業。池袋ミュージカル学院 卒業。

## 出演

### テレビドラマ
- 愛の劇場 聞かせてよ愛の言葉を（2005年、TBS） - 看護師 役
- DRAMA COMPLEX 伝説の秋田犬 ハチ（2006年1月、日本テレビ） - 唄う女 役
- 火曜サスペンス劇場 妻の秘密・夫の不貞・姑の見栄（2006年3月、日本テレビ） - 松原由布子（回想）役
- 喰いタン 第4話（2006年2月、日本テレビ） - ペット屋店員 役
- 赤い奇跡（2006年4月、TBS） - ヘアメイク 役
- 7人の女弁護士 第6話（2006年5月、テレビ朝日） - 看護師 役
- PS -羅生門- 第9話（2006年8月、テレビ朝日） - 律本百合 役
- 渡る世間は鬼ばかり 第8シリーズ 第26・34話（2006年9・11月、TBS） - 時田健太の母 役
- 月曜ミステリー劇場 ベビーシッターの危険な好奇心（2007年11月、TBS） - 尾崎香織 役
- ウルトラセブン X（2007年、TBS） - レポーター 役
- たったひとりの反乱 男社会と闘った女性起業家“一期生”（2009年7月28日、NHK） - 長谷川裕子 役
- たったひとりの反乱 ヘドロの干潟をよみがえらせろ（2009年12月8日、NHK） - 主婦 役
- チーム・バチスタ2 ジェネラル・ルージュの凱旋 第7話（2010年5月、関西テレビ・MMJ） - 母 役
- マッスルガール 第8・9・10話（2011年6月、毎日放送・TBS） - 看護師 役
- 陽はまた昇る 第4話（2011年8月、テレビ朝日） - 看護師 役
- 相棒 Season10 元日スペシャル「ピエロ」（2012年1月1日、テレビ朝日） - 芹沢の彼女 役
- 土曜ワイド劇場 森村誠一の終着駅シリーズ 悪の魂（2013年9月、テレビ朝日） - 司会 役
- 金曜ドラマ 天誅〜闇の仕置人〜 第2話（2014年1月、フジテレビ） - ママ 役
- 月曜ゴールデン 特別企画 心に響くサスペンス 隣の女（2014年5月19日、TBS） - 北川アナウンサー 役
- スペシャルドラマ ママが生きた証（2014年7月5日、テレビ朝日） - 看護師 役
- HERO 第3話（2014年7月、フジテレビ） - 長谷川亜紀 役
- 匿名探偵 第7話（2014年8月、テレビ朝日） - 坂巻和子 役
- アシガール 最終話（2017年12月、NHK） - 木村加代 役
- アシガールスペシャル （2018年12月、NHK）
- アイゾウ 警視庁・心理分析捜査班 5・6話（2022年） - 保育士 役

### 映画
- ファンタスティポ（2005） - 妖精 役
- かあちゃんに贈る歌（2014） - 看護師 役
- 赤×ピンク（2014） - ミーコの母 役
- チーム・バチスタFINAL ケルベロスの肖像（2014） - 東城医大受付 役
- 不完全世界（2019) - 弐話主演　成瀬千波 役・脚本　スイス国際映画祭最優秀外国映画賞・アテネ国際デジタルフィルム映画祭入賞・コンスタンツァ国際映画祭入選・コシツェ国際月間映画祭入選・小津安二郎記念蓼科高原映画祭招待上映・日本映像グランプリ グランプリ賞 [1][2][3]
- パステロルナ（2021) - 店長の妻アコ 役
- ミライ（2021) - 織田衣美 役・脚本
- CODE-D魔女たちの消えた家（2022) - 主演 マリナ 役・脚本　ベスビウス国際映画祭・パリ・シネマ・アワード最優秀女優賞[4]・フィルミーシー国際映画祭最優秀女優賞・イスタンブール・フィルム・アウォード最優秀主演女優賞・シンビオティック映画祭優秀女優賞・小津安二郎記念蓼科高原映画祭招待上映・日本映像グランプリ 優秀社会問題賞
- 沖縄狂想曲（2023)  - 声の出演
- シュナイドマンの憂鬱（2024) - 星野環 役・脚本　小津安二郎記念蓼科高原映画祭招待上映・日本映像グランプリ 自殺協会賞　Santa Dev International Film Festival最優秀助演女優賞・脚本賞 [5][6]
- 背中ヌード（2025)  - 主演
- ラストノート（2025) - 林まどか／マーシャ 役・脚本

### WEB
- リモートドラマ 同窓会1997年の想い出（2020年・太田隆文 監督） - 京子 役

- リモートSFショートムービー お見合い2270 （2020年）- 異国の女 役／監督・脚本補（ペンネーム 柏木ほたる名義で）

### 舞台
- 劇団東少　ミュージカル『日本昔ばなし』 - 雪ん子・小僧役　 御殿場市民会館
- ミュージカル座公演 『ひめゆり』 - 学徒やえ役 　世田谷パブリックシアター
- ミュージカル　『ラ・ラ・ラ・ワンダフル』 - ジェーン役 　東京芸術劇場小ホール2
- 東京オールウエストカンパニー 『じれんま』 - 美和役　 ウッディーシアター中目黒
- ttk 改訂版『ディア・パーヴロヴィチ』 - 桶谷歌子役 　紀伊國屋サザンシアター
- Minami Produce 『バータイム/パラダイム』 - 春菜役 　エビス駅前バー
- Minami Produce 『はなのいろ/桔梗』 - 大巻役 御徒町 　Gallery Space しあん
- Minami Produce 『はなのいろ/水仙』 - 大巻役 浅草橋 　Lucite Gallery
- 劇団Hi-TOUCH 『コネクタブル。』 - 千波役　 アートスペース・サンライズホール
- Ammo 『Lucifer』 - ヤスミラ役　 d-倉庫

### バラエティー
- リンカーン (TBS)
- 世直しバラエティー カンゴロンゴ (NHK)
- ダウンタウンのガキの使いやあらへんで!! 絶対に笑ってはいけない新聞社24時 (NTV)
- ごちそうサマンサ (CX)
- 内村とザワつく夜 (TBS)
- テレビ千鳥 (テレビ朝日)

### モデル
- パナソニック・日産・コムスン スチール
- 雑誌『CAR AND DRIVER』
- 雑誌『自作パソコン徹底攻略』
- プレイステーション『ザ・マエストロムジーク』広告（東京Walker）

### MC
- 東京ゲームショウ（幕張メッセ）
- CEATEC JAPAN（幕張メッセ）
- Photo Imaging Expo（東京ビッグサイト）